# Poodle
Poodle (em francês:  caniche) é uma raça de cão, originalmente utilizada como cão de caça a aves aquáticas. De acordo com a Federação Cinológica Internacional, é oriunda da França, por ter sido reivindicada, porém ela já era há muito tempo criada em países da Europa Central como a Alemanha. É considerada a segunda raça mais inteligente do mundo, de acordo com a listagem elaborada por Stanley Coren.

## História
Historicamente, foi uma raça criada para trabalhar na água, tendo uma de suas tosas sido elaborada para diminuir o atrito e proteger contra o frio em suas áreas mais delicadas, como as pernas e o tórax. Por tempos, os franceses reivindicaram a criação da raça. Todavia, referências e estudos mais recentes mostram que sua origem é verdadeiramente de fato alemã, embora tenha sido influenciada por outras raças, como o barbet, de origem francesa. Em um rápido resumo do surgimento da raça, a Federação Cinológica Internacional, no entanto, dá a França como nação criadora destes caninos.

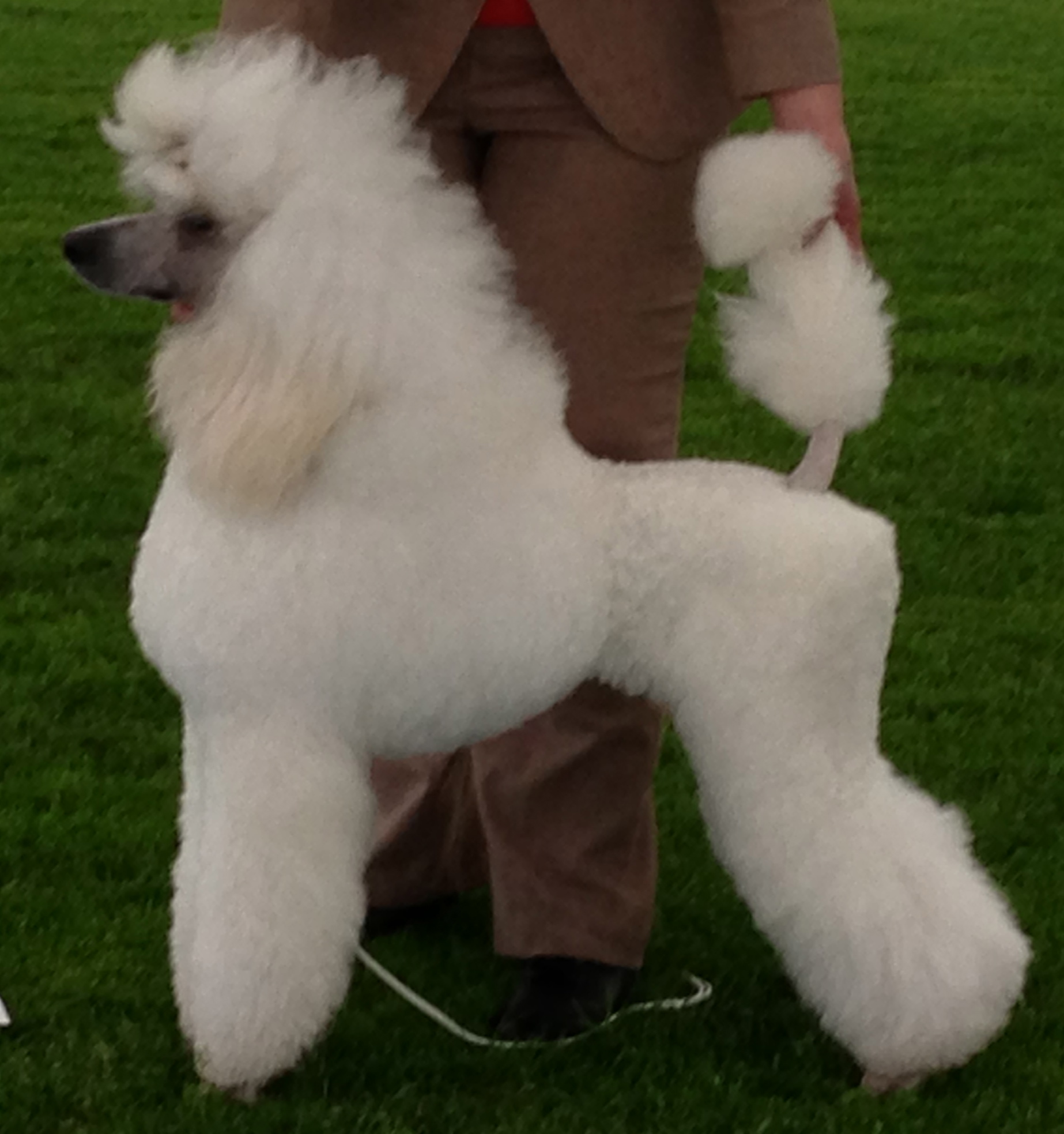
Poodle standard branco.

## Características

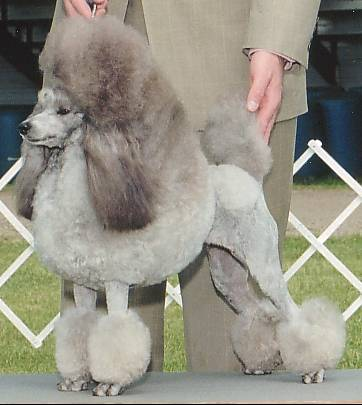
Poodle miniatura em show de conformação com tosa inglesa.

Fisicamente, o tamanho do poodle varia entre o grande e o toy, tendo, em seus exemplares maiores, os mais bondosos, submissos e saudáveis, com a adenite sebácea sendo classificada como sua principal enfermidade. As qualidades físicas do padrão standard o tornaram um bom cão de companhia para famílias que vivem em grandes áreas, como fazendas.

As variantes menores - chamadas média ou miniatura e toy - existem desde os idos de 1700, embora só tenham sido reconhecidas no século XX. Alguns países reconhecem, ainda, a variante anã, embora, para alguns, isso não faça muito sentido, já que essa variedade não é desproporcional. Cruzamentos artificiais mal elaborados durante a década de 1950 geraram uma má fama para estes caninos diminutos, má fama esta que passou a decrescer com o passar dos anos. Estas variações menores foram criadas para gerar cães de companhia cuja longevidade atingesse quase os quinze anos (a maior, em média, entre todos os cães). Mais propenso a doenças que seu parente maior, pode sofrer com halitose, doenças periodontais, cegueira hereditária e catarata.

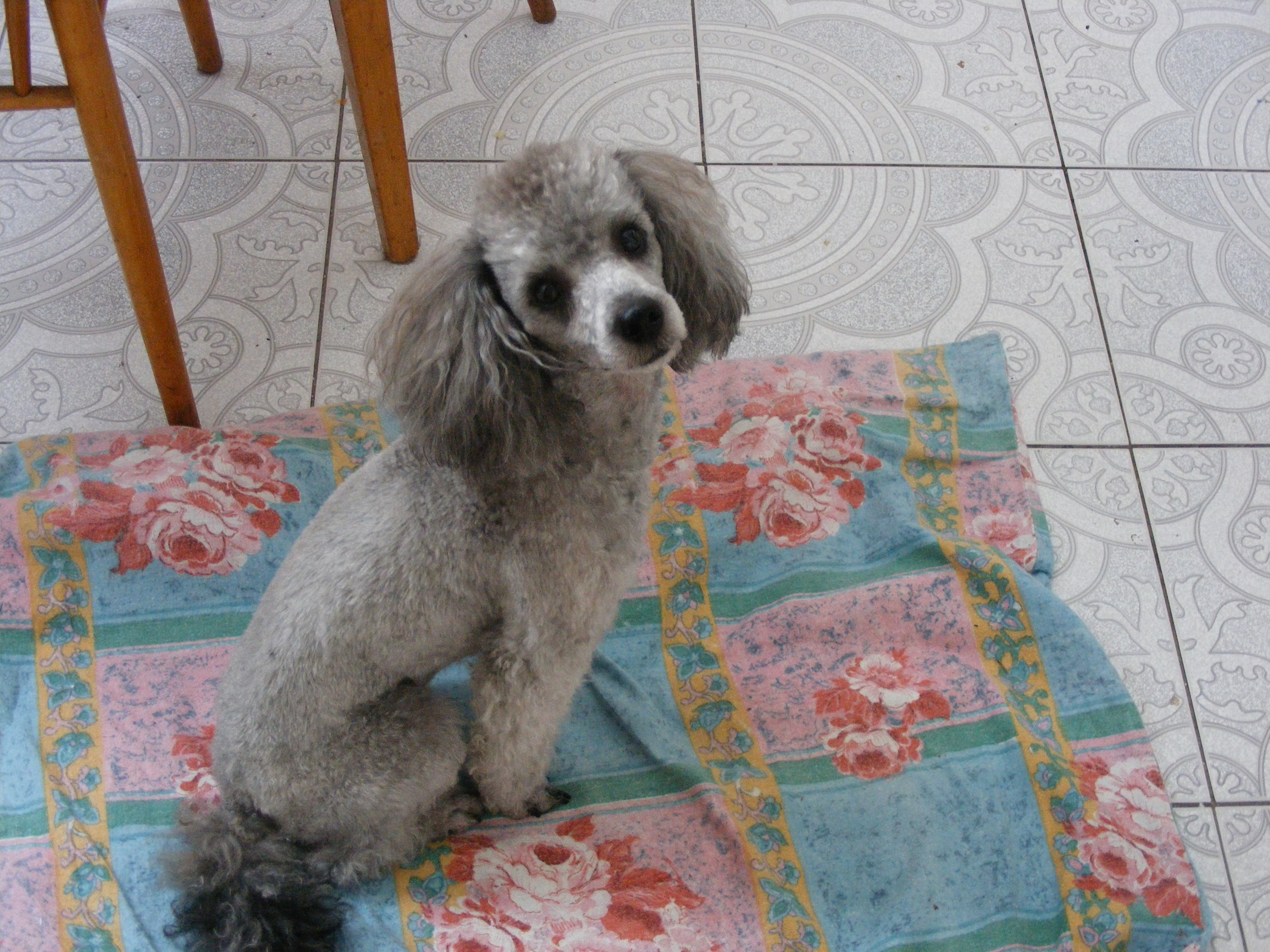
Poodle toy adulto cinza.

Em sua estrutura, o poodle varia entre os 32 e 2,5 quilogramas, medindo de 25 a mais de 38 centímetros. Sua pelagem apresenta variadas cores e pode ser encaracolada, cacheada ou, ainda, encordoada. Ao passo que o adestramento da variante standard é considerado fácil para donos inexperientes, o dos menores, apesar de também ser fácil devido a sua inteligência, mostra-se um pouco mais desafiador.
Entre os poodles mais famosos da sociedade humana, estão os dançarinos das festas nos grandes salões promovidas pela aristocracia europeia no século XVI. Em 1787, ganharam de Beethoven a composição intitulada "Elegia à Morte de um Poodle".

## Temperamento e comportamento

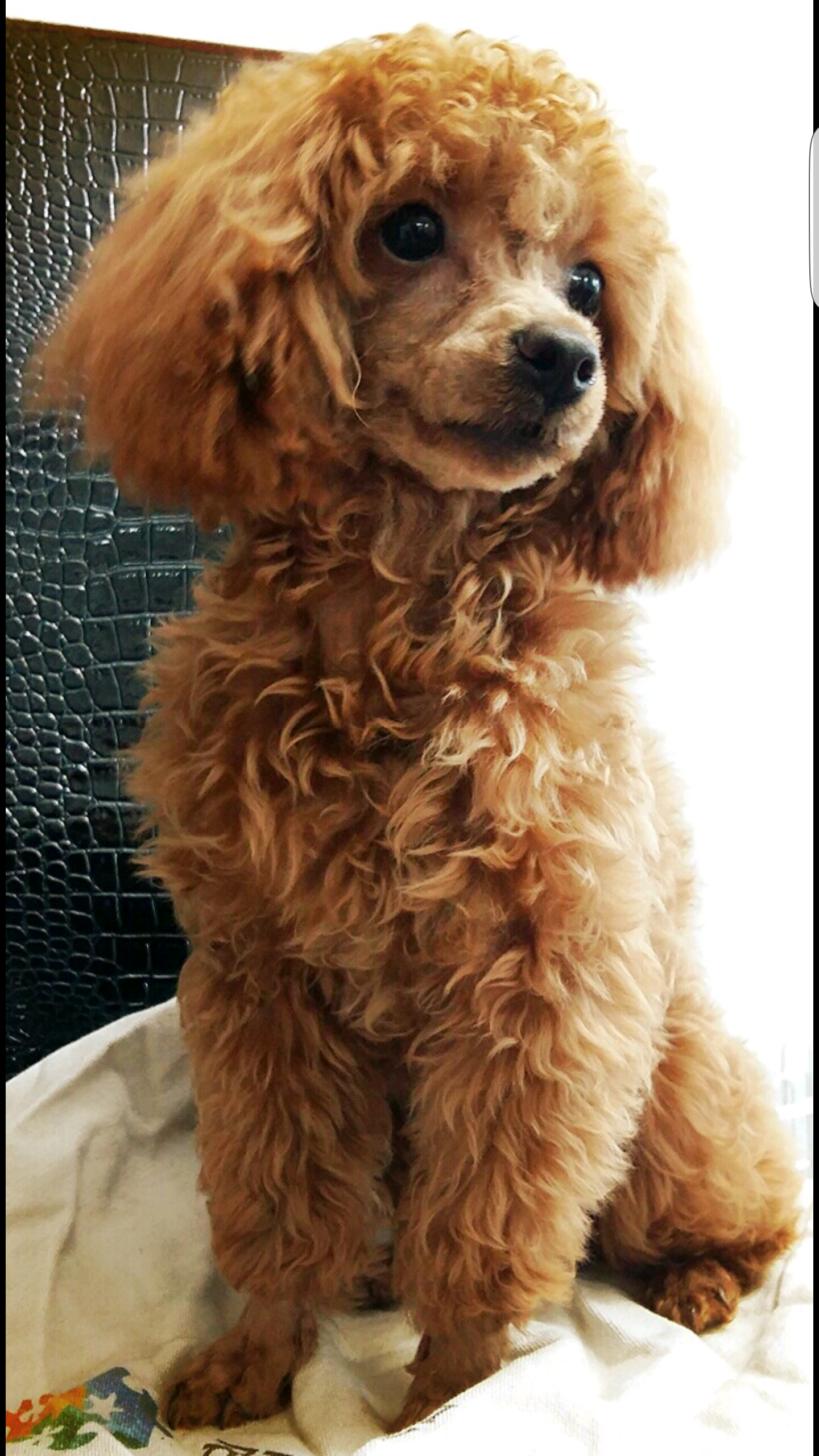
Poodle toy de 2 anos, marrom;

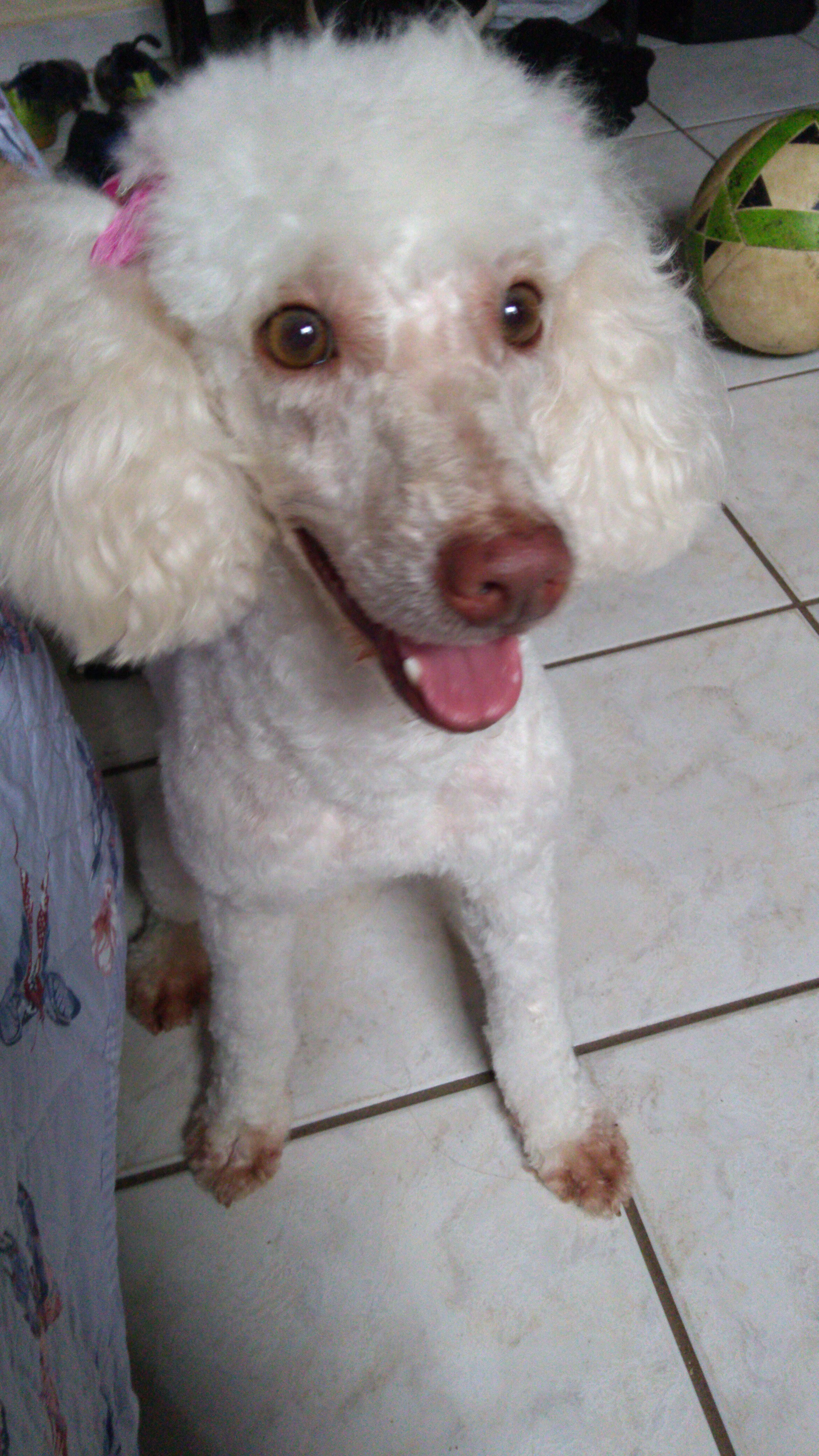
Poodle Standard adulto, branco.

O cão da raça poodle costuma apresentar:
- Temperamento dócil e obediente.
- Identificação com crianças e brincalhão.
- De fácil adestramento. Foi citado em A Inteligência dos Cães como a 2ª raça mais inteligente do mundo, somente atrás do Border collie.
- Fiel e companheiro. Gosta e necessita muito de companhia, principalmente da do dono. Portanto, são ótimos como cães de companhia.
- Ser carinhoso com o dono e pessoas conhecidas.
- Sentir grande ciúme de pessoas desconhecidas e outros cães.

## Variedades
De acordo com a Federação Cinológica Internacional, o cão da raça poodle pode ser:
- Standard ou Grande: 45–60 cm, com uma tolerância de 2 cm a mais. A reprodução do poodle grande deve ser desenvolvida e ampliada a partir do poodle médio, uma vez que ele guarda as mesmas características. São muito resistentes.
- Médio: 35–45 cm. São resistentes.
- Miniatura ou Anão: 28–38 cm. Deve exibir em seu conjunto o aspecto de um poodle médio reduzido, conservando, do mesmo modo, as mesmas proporções, sem apresentar qualquer característica de nanismo. São mais frágeis.
- Toy: Acima de 24 cm (tolerância de menos 1cm) até 28 cm (a altura ideal: 25 cm). Conserva, em seu conjunto, o aspecto de um poodle  anão e as mesmas proporções gerais correspondentes a todas as exigências do padrão. Qualquer sinal de "nanismo" é excluído, somente a crista occipital pode ser um pouco menos pronunciada. São frágeis. Em fase de crescimento, quando muito pequenos, finos e delicados, deve-se ter muita atenção principalmente ao deixar nas mãos de crianças, pois qualquer aperto muito forte, pancada ou um descuidado ao pisar sem olhar para baixo, seja no sofá, na cama ou ao caminhar, pode levar o cão a morte.

Nota:
- Poodles Micro Toy, Mini Toy e semelhantes não existem. No Brasil, alguns criadores usam esses nomes anunciando um cão que vai crescer bem menos que o Toy. É de conhecimento que isso ajuda na venda porque as pessoas acham cães filhotes fofos ou por serem ideais para um lar com pouco espaço.[8][9]

### Alguns exemplos das variedades e tosas
Apesar de possuir tamanhos variados entre o Standard e o Toy, a visível diferença reside também nas cores e nos distintos cortes (tosas) característicos e nomeados. Além desses, existem, ainda, tosas práticas, utilizadas para melhorar a qualidade de vida do cão dependendo da zona onde more:

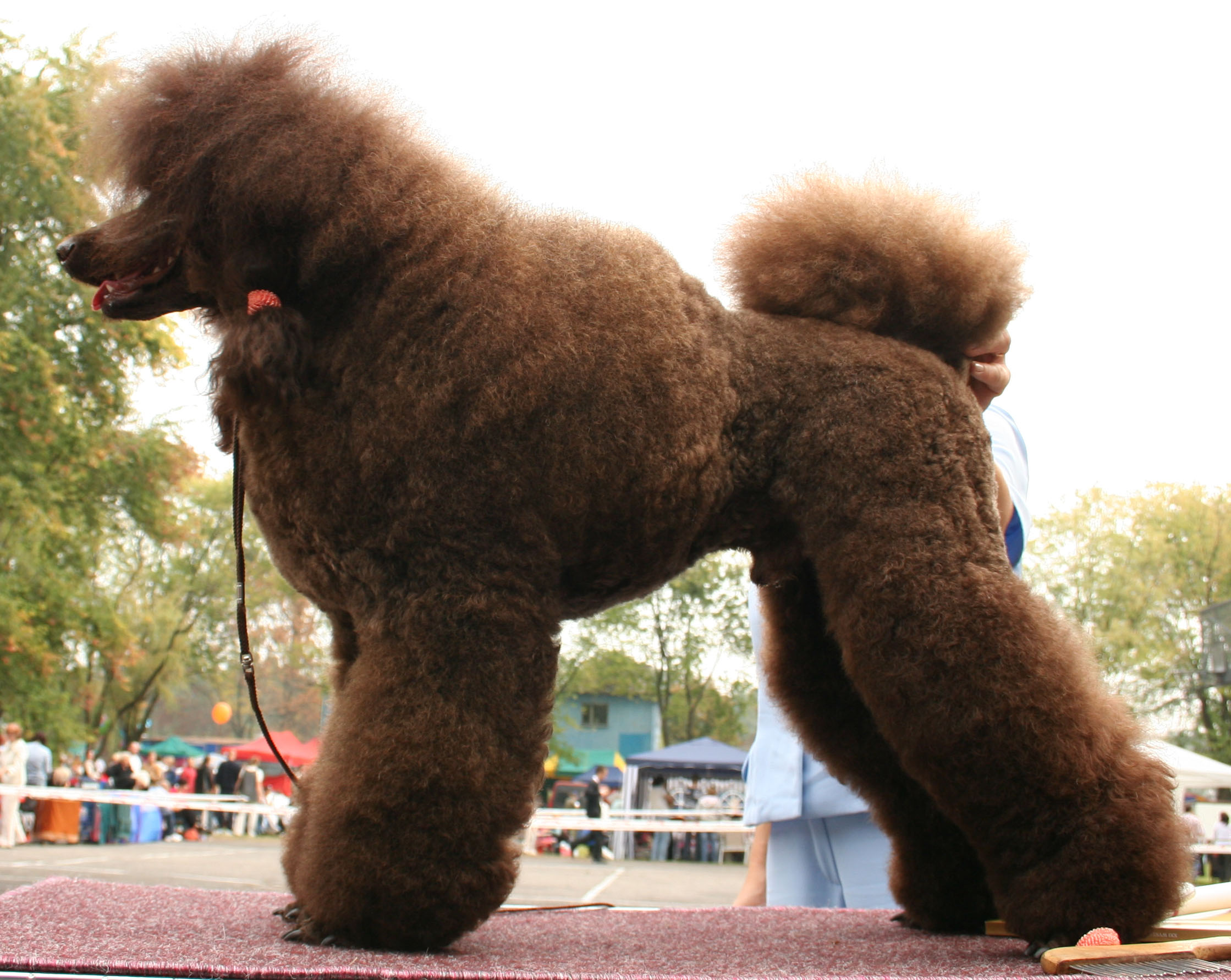
Tosa leão: Utilizada no padrão standard para cães de trabalho.
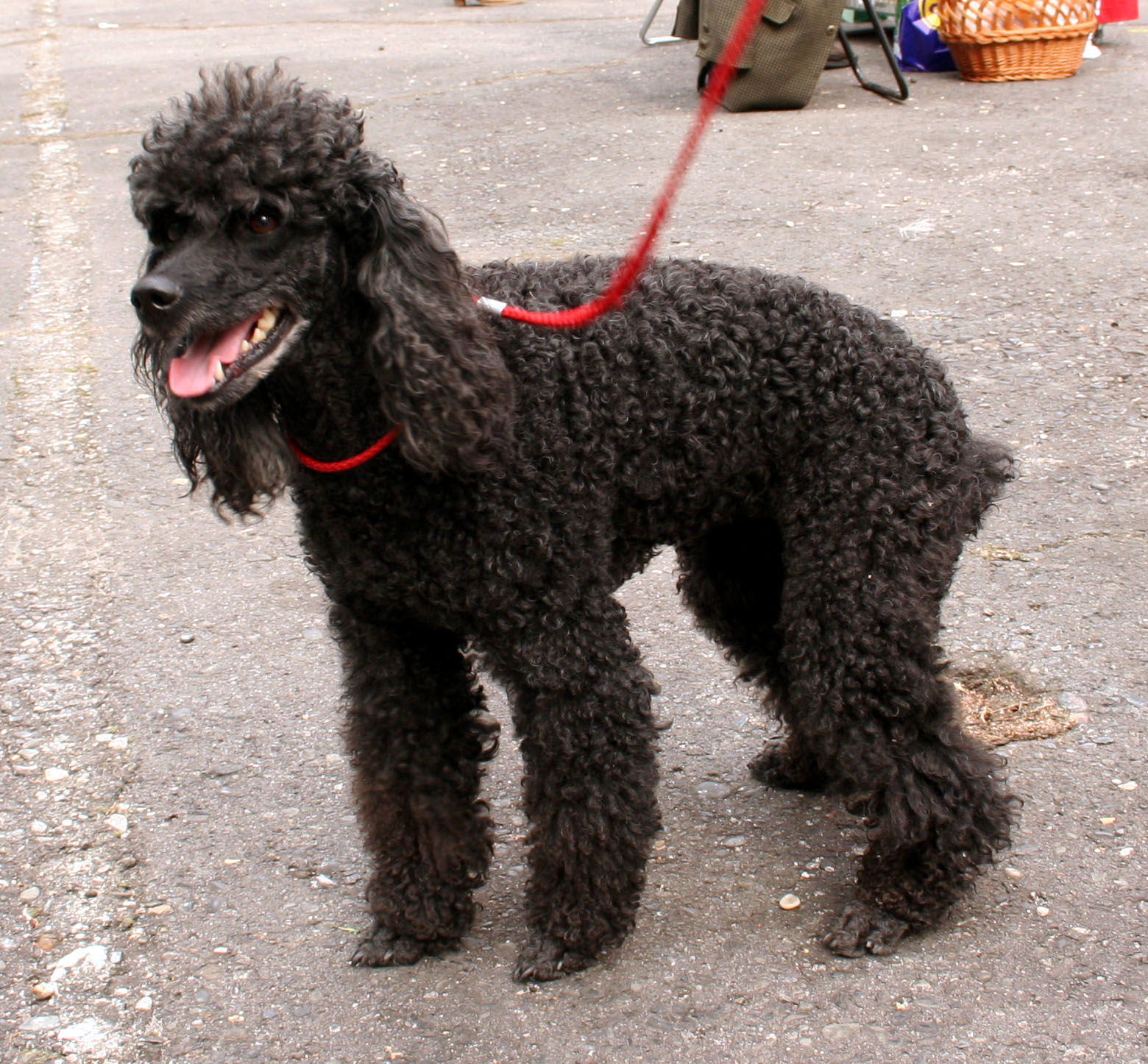
Poodle médio com a tosa carneirinho, apresenta uma pelagem uniforme, além de formar um topete.
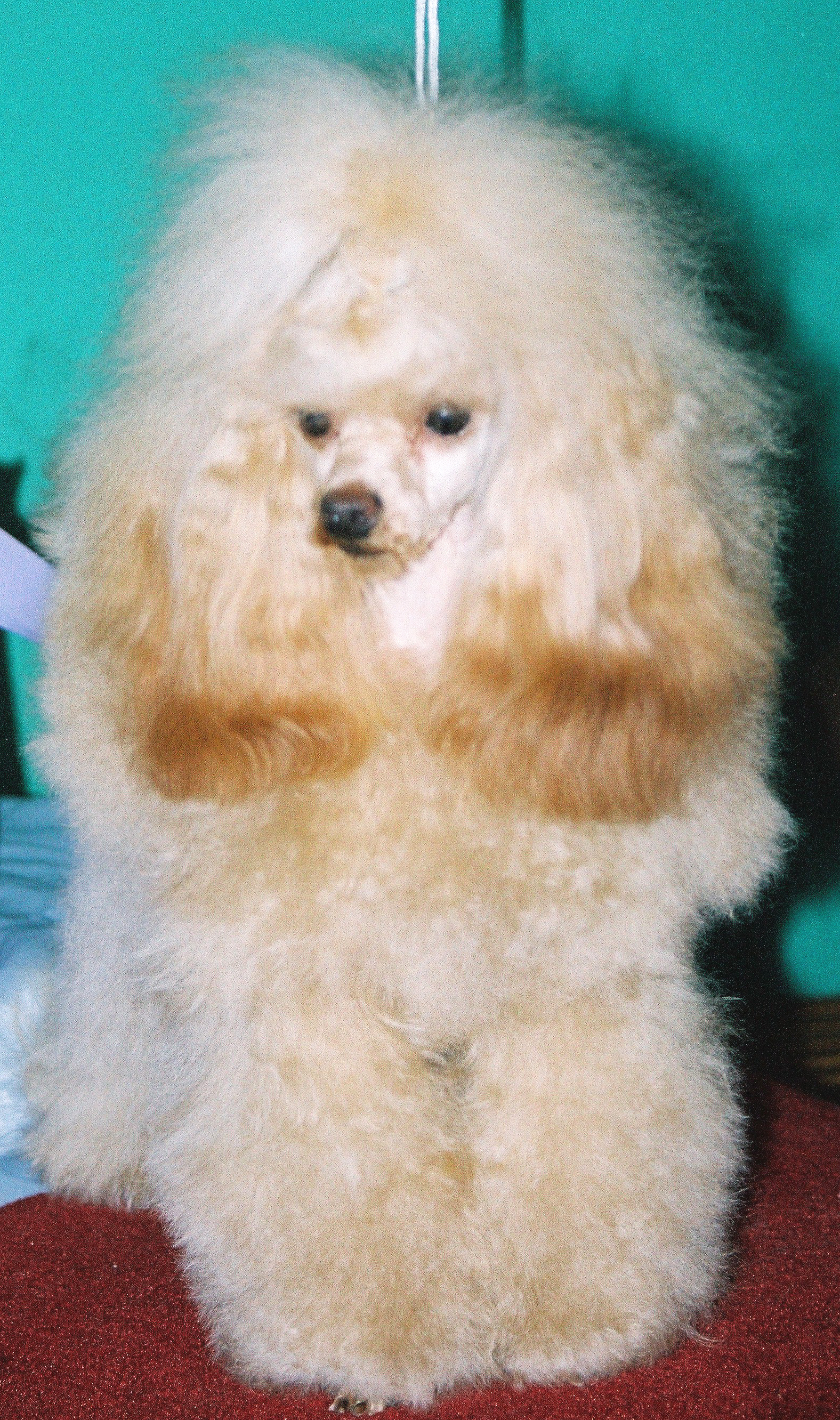
Exemplar miniatura apresentando a tosa filhote, na qual corta-se os pelos da face e dos dedos.
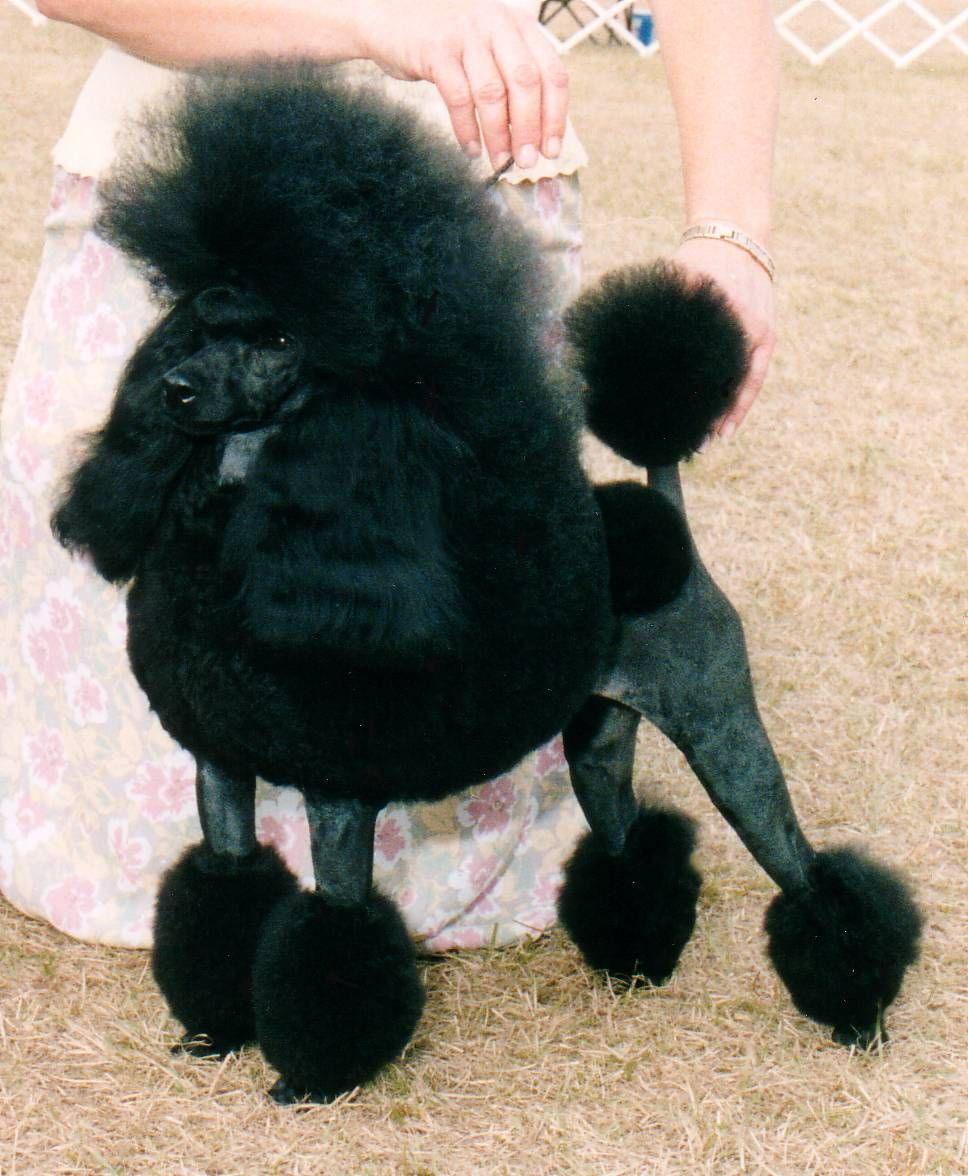
Poodle miniatura com a tosa inglesa, que é comum em exemplares menores e de exposição.

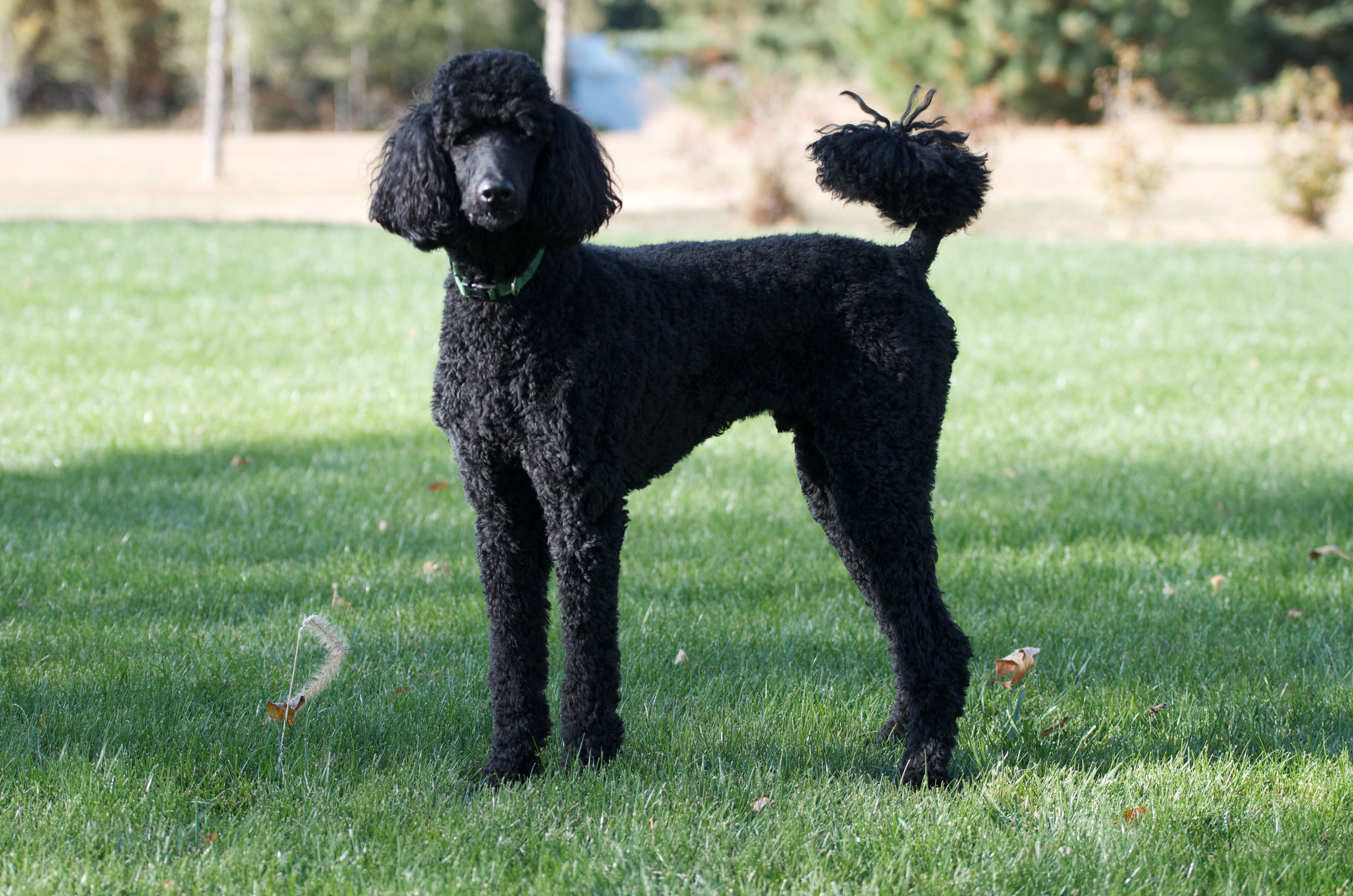
Poodle standrard preto

## Cuidados com a saúde e higiene
Os poodles são cães que, por possuírem uma pelagem volumosa e macia, precisam de escovações constantes para mantê-los com uma boa aparência. 2 a 3 escovações por semana costumam ser suficientes, mas é preciso avaliar a condição dos pelos de seu animal de acordo com as suas necessidades e atividades.
Apesar de serem geralmente pequenos e com tamanhos reduzidos, costumam ser fortes e ter uma boa saúde, se alimentados corretamente e realizados exames preventivos com um médico veterinário. Por isso sua expectativa de vida varia entre 12 e 15 anos, podendo em casos excepcionais, estender por mais alguns poucos anos.

### Principais problemas de saúde que podem desenvolver
Assim como qualquer outro cão, os poodles necessitam de cuidados especiais quanto a manutenção de sua saúde. É preciso que seus tutores mantenham uma rotina adequada de alimentação e atividades físicas para evitar que adquiram alguma doença ou complicação.
É sempre bom lembrar também que é indispensável para qualquer pet que sejam realizadas visitas periódicas ao veterinário para a prevenção e avaliação de possíveis complicações.
Os principais problemas de saúde que um cachorro dessa raça pode apresentar são:
- Torção gástrica
- Doença de Addison
- Adenite sebácea
- Epilepsia
- Catarata
- Displasia de quadril
- Distiquíase
- Entrópio